# جون ويلكينسون (موسيقي)
جون ويلكينسون (بالإنجليزية: John Wilkinson)‏ هو موسيقي وعازف قيثارة أمريكي، ولد في 3 يوليو 1945 في واشنطن العاصمة في الولايات المتحدة، وتوفي في 11 يناير 2013.

## وصلات خارجية
- جون ويلكنسون على موقع IMDb (الإنجليزية)
- جون ويلكنسون على موقع ميوزك برينز (الإنجليزية)
- جون ويلكنسون على موقع أول ميوزيك (الإنجليزية)
- جون ويلكنسون على موقع ديسكوغز (الإنجليزية)
- جون ويلكنسون على موقع قاعدة بيانات الفيلم (الإنجليزية)